# Живрон
Живро́н (фр. Givron) — коммуна во Франции, находится в регионе Шампань — Арденны. Департамент — Арденны. Входит в состав кантона Шомон-Порсьен. Округ коммуны — Ретель.
Код INSEE коммуны — 08192.
Коммуна расположена приблизительно в 170 км к северо-востоку от Парижа, в 80 км севернее Шалон-ан-Шампани, в 34 км к юго-западу от Шарлевиль-Мезьера.

## Население
Население коммуны на 2008 год составляло 76 человек.
| 1962 | 1968 | 1975 | 1982 | 1990 | 1999 | 2008 |
| ---- | ---- | ---- | ---- | ---- | ---- | ---- |
| 112  | 119  | 95   | 99   | 95   | 85   | 76   |

## Экономика
В 2007 году среди 42 человек в трудоспособном возрасте (15—64 лет) 35 были экономически активными, 7 — неактивными (показатель активности — 83,3 %, в 1999 году было 50,9 %). Из 35 активных работали 33 человека (21 мужчина и 12 женщин), безработными были 2 женщины. Среди 7 неактивных 3 человека были учениками или студентами, 2 — пенсионерами, 2 были неактивными по другим причинам.

## Фотогалерея
- Церковь Св. Николая
- Мэрия
- Памятник погибшим в Первой мировой войне
- Часовня-ораторий